# 莫里斯敦 (紐約州普查規定居民點)
莫里斯敦（英語：Morristown）是位於美國紐約州聖羅倫斯縣的普查規定居民點。

## 人口
根據2020年美國人口普查的數據，莫里斯敦的面積為2.65平方千米，當中陸地面積為2.54平方千米，而水域面積為0.10平方千米。當地共有人口398人，而人口密度為每平方千米150.19人。